# Phyllodactylus insularis
Phyllodactylus insularis este o specie de șopârle din genul Phyllodactylus, familia Gekkonidae, descrisă de Dixon 1960. Conform Catalogue of Life specia Phyllodactylus insularis nu are subspecii cunoscute.